# 芝山定豊
芝山 定豊（しばやま さだとよ）は、江戸時代前期から中期にかけての公卿。堂上家（家格は名家、藤原北家高藤流勧修寺庶流）である芝山家2代当主。

## 経歴
寛永15年（1638年）、権大納言・芝山宣豊の子として誕生。
官位は従二位・権中納言。左中将・四辻季輔の次男・広豊を養子とした。
宝永4年（1707年）、薨去。

## 系譜
- 父：芝山宣豊（1612-1690）
- 母：不詳
- 妻：不詳
- 養子
  - 男子：芝山広豊（1674-1723） - 四辻季輔の次男